# 義安大君
義安大君（：／，1348年—1408年10月6日），名李和（：／），高麗末期武將、朝鮮王朝初期王族。本貫全州李氏。他是李子春之子，生母為定安翁主金氏（定嬪金氏）。
李和是李成桂（朝鮮太祖）的庶弟。高麗恭愍王在位期間任武官。1385年，被任命為交州朔方江陵道助戰元帥。1388年，追隨李成桂參加遼東征伐。威化島回軍後，任崇仁門使。朝鮮王朝建立後，錄為開國功臣第一等，封義安伯，後進封義安君。第一次王子之亂中支持李芳遠（後來的朝鮮太宗），錄為定社功臣第一等。第二次王子之亂中依然支持李芳遠，錄為佐命功臣第二等，後進封義安大君。朝鮮太宗在位時期擔任過領議政一職。死後諡號襄昭，配享太祖廟庭。

## 家庭
- 七子
- 顺川君李之崇，完川君李淑，鶴川君李澄，宁川君李湛，全川君李洨，兴川君李洄，益川君李漸。